# Simulium voilense
Simulium voilense es una especie de insecto del género Simulium, familia Simuliidae, orden Diptera.

## Taxonomía
Fue descrita científicamente por Sherban, 1960.